# Luca degli Albizi

Stemma degli Albizzi

Luca degli Albizi (Firenze, 19 marzo 1382 – 5 agosto 1458) è stato un politico e mercante italiano.

## Biografia
Era figlio di Maso degli Albizi. Fu il capo delle potente famiglia degli Albizi dopo l'esilio di suo fratello Rinaldo nel 1434.
L'errore di Rinaldo fu quello di schierarsi apertamente contro Cosimo il Vecchio, che godeva di un appoggio popolare sconosciuto a "magnati" come gli Albizi, per questo dopo la vittoria effimera dell'esilio del 1433, un anno dopo Cosimo rientrava in città accolto dalla folla e Rinaldo prendeva invece la strada dell'esilio.
Luca invece si schierò sempre dalla parte dei Medici, per questo non subì la strada dell'esilio ed il suo ramo familiare poté rimanere in città, continuando ad abitare nel palazzo di famiglia. 
Arrivò a diventare uomo di fiducia di Cosimo dopo il suo rientro, e ottenne importanti incarichi come ambasciatore a Milano, Roma e Venezia. 
Fu in seguito anche Gonfaloniere di Giustizia (1442) e a più riprese membro del consiglio dei Dieci di Balia.

## Discendenza
Luca sposò in prime nozze nel 1410 Lisabetta de' Bardi e in seconde nozze, nel 1438, Aurelia di Vieri de' Medici (?-1475). Nacquero otto figli:
- Piero (1425-1448), poeta
- Maso (1426-1491), politico
- Giovanbattista (1429-1467)
- Antonio (1431-1476)
- Francesco (1434-1516), podestà
- Girolamo (1439-1479), ambasciatore
- Lorenzo (1441-1461)
- Lisabetta, sposò Galeotto Giugni

Ebbe anche un figlio naturale, Masetto (1418-1467), religioso.